# Kletnia-Kolonia
Pour les articles homonymes, voir Kletnia.
Kletnia-Kolonia (prononciation [ˈklɛtɲa kɔˈlɔɲa]) est un village de la gmina de Gomunice, du powiat de Radomsko, dans la voïvodie de Łódź, situé dans le centre de la Pologne.
Il se situe à environ 10 kilomètres (km) au nord-est de Radomsko (siège du powiat) et 71 kilomètres au sud de Łódź (capitale de la voïvodie).
Sa population s'élevait approximativement à 130 habitants en 2006.

## Administration
De 1975 à 1998, le village était attaché administrativement à l'ancienne voïvodie de Piotrków.

Depuis 1999, il fait partie de la nouvelle voïvodie de Łódź.